# Martin Simmen
Martin Simmen (* 26. August 1887 in Ilanz; † 22. März 1972) war ein Schweizer Pädagoge und Seminarlehrer und Redaktor der Schweizerischen Lehrerzeitung.
Sein Vater gehörte dem bündnerischen Walsergeschlecht der Simmen an und betrieb in Ilanz den Gasthof Oberalb. Seine Mutter entstammte dem Geschlecht der Gaudenzi aus dem Puschlav. Er halte die Burgerrechte von Medels im Rheinwald und Luzern. Der Gasthof kam nach der Eröffnung des Gotthardtunnels in wirtschaftliche Schwierigkeiten, auch verstarben seine Eltern relativ früh. Schon als Jüngling musste er auch für seine jüngeren Geschwister sorgen, welchen er als Vormund vorstand, weshalb eine direkte akademische Laufbahn aus finanziellen Gründen nicht möglich war. Er machte stattdessen eine Postlehre und arbeitete einige Jahre im Fahrpostdienst. Nebenbei brachte er sich als Autodidakt das notwendige Wissen bei, um sich als Lehrer ausbilden zu lassen. Seine erste Anstellung hatte er in Celerina. Nach dieser schrieb er sich an der Universität Zürich ein und studierte Psychologie und Pädagogik, belegte aber auch juristische Vorlesungen, was ihm in seiner späteren Laufbahn hilfreich war, wenn er sich mit dem Schulrecht auseinandersetzen musste. Die Studienzeit wurde vom Militärdienst und auch durch seine redaktionelle Tätigkeit am Freien Rätier zeitweise unterbrochen. Er schloss sein Studium mit Promotion und Auszeichnung ab und wirkte zwischen 1921 und 1956 als Hauptlehrer am Lehrerseminar in Luzern. Nebenbei engagierte er sich auch in nationalen und internationalen Lehrerverbänden. So wurde er Mitglied und später Präsident der Kommission für Interkantonale Schulfragen und war auch Redaktor der Schweizerischen Lehrerzeitung. Er arbeitete auch als Mitautor an dem Schweizerischen Lexikon der Pädagogik mit.
Es setze sich für eine konfessionelle und parteipolitische Neutralität der Staatsschule ein.

## Schriften (Auswahl)
- Die Schulen des Schweizervolkes – eine kleine Schulkunde. Huber, Frauenfeld 1946
- Volksschule und Handarbeit. Beyer & Söhne, Langensalza 1922 (Dissertation)
- Elternhaus und Schule. Bubenberg-Verlag, Bern 1951
- Was fangen wir an? Anregungen für die Weiterbildung der Junglehrerinnen und Junglehrer und Mitteilungen über das Studium an Lehramts- und Hochschulen. Schweizerischer Lehrerverein, 1935